# Matis Louvel
Matis Louvel (Mont-Saint-Aignan, 19 luglio 1999) è un ciclista su strada francese che corre per il team Israel-Premier Tech; è professionista dal 2020.

## Palmarès

### Strada
- 2017 (Juniores)

4ª tappa Tour du Valromey (Vonnas > Creys-Malville)
- 2018 (VC Rouen 76, tre vittorie)

Grand Prix Muguet-Chambois
Grand Prix de Saint-Laurent
Trio Normand (con Enzo Anti e Anthony Macron)
- 2019 (VC Rouen 76, una vittoria)

4ª tappa Ronde de l'Isard d'Ariège (Bélesta > Saint-Girons)
- 2021 (Team Arkéa-Samsic, una vittoria)

Vuelta a Castilla y León
- 2022 (Team Arkéa-Samsic, una vittoria)

Druivenkoers-Overijse

#### Altri successi
- 2019 (Francia)

1ª tappa Orlen Nations Grand Prix (Jurgów > Bukowina Tatrzańska, cronosquadre)

## Piazzamenti

### Grandi Giri
- Tour de France

2022: 73º
2023: 65º
2025: 100º

### Classiche monumento
- Milano-Sanremo

2023: 90º
2025: 51º
- Giro delle Fiandre

2021: 76º
2022: 17º
2023: 27º
- Parigi-Roubaix

2022: 15º
2023: 47º
- Liegi-Bastogne-Liegi

2022: 105º

### Competizioni mondiali
- Campionati del mondo su strada

Bergen 2017 - In linea Junior: 14º
Yorkshire 2019 - In linea Under-23: 100º
Fiandre 2021 - In linea Under-23: 34º

### Competizioni europee
- Campionati europei su strada

Herning 2017 - Cronometro Junior: 22º
Herning 2017 - In linea Junior: 59º
Drenthe 2023 - In linea Elite: ritirato